# Alfa Romeo 183T
Chronologie des modèles (1983 - 1984)
Alfa Romeo 182 Alfa Romeo 184T
L'Alfa Romeo 183T est une monoplace de Formule 1 engagée par l'écurie italienne Alfa Romeo dans le cadre du championnat du monde de Formule 1 1983. Ses pilotes sont les italiens Andrea De Cesaris et Mauro Baldi.

## Historique
Contrairement à ses devancières, la 183T n'est pas conçue par Autodelta mais par l'ingénieur en chef d'Euroracing Gérard Ducarouge.
La 183T est une évolution de la voiture de 1982 mais le moteur V12 Alfa est remplacé par un moteur turbocompressé V8 de 1,5 litre évalué à 640 chevaux (soit une centaine de chevaux supplémentaires). En 1984, la Fédération internationale de l'automobile impose une limite de capacité de carburant de 220 litres sur les voitures et interdit les arrêts ravitaillement, ce qui plombe les performances du moteur.
La meilleure qualification de la saison est une troisième place d'Andrea De Cesaris en Belgique. Le meilleur résultat est une deuxième place de De Cesaris en Afrique du Sud.
Alfa Romeo termine sixième du championnat du monde des constructeurs devant Tyrrell Racing et derrière McLaren Racing. 
De Cesaris termine huitième du championnat du monde des pilotes devant Riccardo Patrese et derrière Eddie Cheever. Mauro Baldi termine seizième devant Danny Sullivan et derrière Marc Surer.

## Résultats en championnat du monde de Formule 1
| Saison | Écurie                   | Moteur             | Pneus    | Pilotes           | Courses | Courses | Courses | Courses | Courses | Courses | Courses | Courses | Courses | Courses | Courses | Courses | Courses | Courses | Courses | Points inscrits | Classement |
| Saison | Écurie                   | Moteur             | Pneus    | Pilotes           | 1       | 2       | 3       | 4       | 5       | 6       | 7       | 8       | 9       | 10      | 11      | 12      | 13      | 14      | 15      | Points inscrits | Classement |
| ------ | ------------------------ | ------------------ | -------- | ----------------- | ------- | ------- | ------- | ------- | ------- | ------- | ------- | ------- | ------- | ------- | ------- | ------- | ------- | ------- | ------- | --------------- | ---------- |
| 1983   | Marlboro Team Alfa Romeo | Alfa Romeo 890T V8 | Michelin |                   | BRÉ     | EUO     | FRA     | SMR     | MON     | BEL     | EUE     | CAN     | GBR     | ALL     | AUT     | P-B     | ITA     | EUR     | AFS     | 18              | 6e         |
| 1983   | Marlboro Team Alfa Romeo | Alfa Romeo 890T V8 | Michelin | Andrea De Cesaris | Dsq     | Abd     | 12e     | Abd     | Abd     | Abd     | Abd     | Abd     | 8e      | 2e      | Abd     | Abd     | Abd     | 4e      | 2e      | 18              | 6e         |
| 1983   | Marlboro Team Alfa Romeo | Alfa Romeo 890T V8 | Michelin | Mauro Baldi       | Abd     | Abd     | Abd     | Abd     | 6e      | Abd     | 12e     | 10e     | 7e      | Abd     | Abd     | 5e      | Abd     | Abd     | Abd     | 18              | 6e         |

Légende : ici 